# Lagerfono

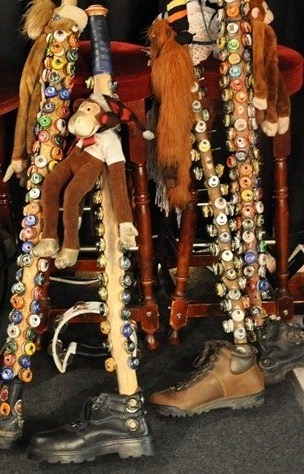
Lagerfono

El lagerfono o mendoza es un instrumento idiófono usado en la música folclórica británica y australiana. Este instrumento es construido con un palo sólido. Sonajas de metal, comúnmente tapas de botella de cerveza, son atadas por intervalos a lo largo de la vara. Cuando se toca sobre un piso de madera, el sonido producido es como la combinación de bombo con pandereta. También puede ser tocado con un palillo en la otra mano.